# Folkungabygdens domsaga
Folkungabygdens domsaga var en domsaga i Östergötlands län, bildad 1 januari 1924 (enligt beslut den 8 juni 1923) under namnet Mjölby domsaga av Lysings och Göstrings domsaga och del av Vifolka, Valkebo och Gullbergs domsaga. Domsagan avskaffades 1 januari 1971 genom tingsrättsreformen i Sverige och dess verksamhet överfördes till Mjölby tingsrätt.
1 januari 1939 (enligt beslut den 9 september 1938) ändrades namnet till Folkungabygdens domsaga.
Domsagan lydde under Göta hovrätt och omfattade häraderna Lysing, Göstring och Vifolka samt staden Mjölby. 1 januari 1939 (enligt beslut den 13 maj 1938) upplöstes rådhusrätten i Skänninge stad, och staden fördes till domsagan. 1 januari 1948 (enligt beslut den 10 juli 1947) överfördes Skänninge stad samt landskommunerna Allhelgona, Bjälbo och Järsta (alla tre tillhörande Göstrings härad) till Aska, Dals och Bobergs domsaga och tingslag.

## Tingslag
- Folkungabygdens domsagas tingslag före 1939 benämnt Mjölby domsagas tingslag

## Häradshövdingar
| Ämbetstid | Namn               | Levandstid |
| --------- | ------------------ | ---------- |
| 1924-1936 | Erik Petersson     | 1866–1936  |
| 1936-1947 | Alvar Montelius    | 1880–1949  |
| 1947-1958 | Herbert Fagerström | 1892–1967  |
| 1959-1970 | Tage Silfverskiöld | 1909–1985  |